# Valdon Dowiyogo

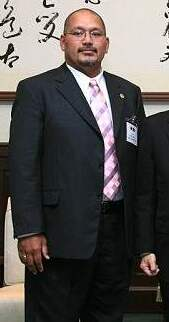
Valdon Dowiyogo, 2007

Valdon Kape Dowiyogo (* 31. August 1968 in Nauru; † 8. Dezember 2016 in Russland) war ein nauruischer Australian-Football-Spieler und war bis 1999 Präsident der Nauru Australian Football Association (NAFA). Außerdem war er Direktor des Postbüros in Nauru und Vizepräsident des Nauru Golf Club. Er war der Sohn des früheren Staatschefs Bernard Dowiyogo.
Er erhielt nach der Primarschulausbildung in Nauru und Tullamarine eine Sekundarausbildung im australischen Hamilton, Victoria, am Monivae College, wo er auch Football spielte. Zuvor spielte er in der U14- und U16-Mannschaft des Tullamarine Football Clubs. Dort war er 1984 Vizekapitän der U16 und gewann die Auszeichnung des besten Spielers des Clubs. 1987 kehrte er nach Nauru zurück und war bei der nationalen Meisterschaft ab 1988 aktiv.
Dowiyogo nahm 1995 mit der Nationalmannschaft an den Arafura Games in Darwin teil. Später spielte er in der nationalen Meisterschaft für die Ubenited Power.
Bei den Parlamentswahlen im Mai 2003 stellte er sich für seinen Wahlkreis Ubenide als Kandidat auf. Dabei verpasste er wie sein Bruder, Jesaulenko Dowiyogo, knapp den Einzug ins Parlament nach Yaren. Bei den vorgezogenen Wahlen im Oktober 2004 jedoch erreichte Dowiyogo den vierten Platz im Wahlkreis Ubenide und wurde somit zum Parlamentsabgeordneten gewählt. Sein Bruder trat dabei nicht als Kandidat an.
Am 21. Dezember 2004 wurde Dowiyogo zum Nachfolger des verstorbenen Parlamentssprechers Vassal Gadoengin gewählt. Am 28. August 2007 wurde er im Amt bestätigt. 2013 wurde er Fischerei-, Gesundheits-, Sport- und Verkehrsminister, ein Amt, das er bis zu seinem plötzlichen Tod bei einem politischen Besuch in Russland innehatte.